# Diether de Nassau
Diether de Nassau (ca. 1250, - Trèves, 23 novembre 1307,,,,), (en all. : Diether von Nassau, en néerl. : Diether van Nassau) était un ecclésiastique de la lignée de Walram de la maison de Nassau. Il était archevêque et électeur de Trèves à partir de 1300 sous le nom de Diether III.

## Biographie
Diether est le fils aîné du comte Valéran II de Nassau et Adelaïde de Katzenelnbogen (nl),,,, la fille du comte Diether II de Katzenelnbogen et Hildegunde,. On pense qu'après la mort de son père en 1276, la mère et la sœur de Diether, Richardis, ont mené une vie très pieuse en l'Abbaye de Klarenthal à Wiesbaden. Son frère cadet, le comte Adolphe de Nassau, fut élu roi des Romains en 1292 et tué au combat le 2 juillet 1298 à la bataille de Göllheim.
Diether était dominicain à Mayence à partir de 1292 et avait obtenu son doctorat en théologie. Plus tard, en tant qu'archevêque, il soutint énergiquement l'Ordre des Dominicains.
En 1295, Diether entra au service du pape Boniface VIII,. Non seulement Boniface VIII utilisait occasionnellement Diether pour influencer le roi romain Adolphe ; mais Diether a également été envoyé par Adolphe en tant que négociateur auprès du roi Philippe IV le Bel en France en 1297 quand Adolphe, tout en exploitant l'état de son alliance avec le roi Édouard Ier d'Angleterre, a pensé qu'il pourrait atteindre un doublet politique.

### Archevêque-électeur de Trèves
Malgré le fait que le chapitre de la cathédrale de Trèves ait élu Henri II de Virnebourg, prévôt de la cathédrale de Cologne, le 18 janvier 1300, le pape éleva Diether au titre d'archevêque de Trèves pour des raisons politiques. C'était l'intention du pape de nommer un adversaire irréconciliable contre le roi romain Albert Ier, par haine familiale à cause de la mort de son frère Adolphe. Diether a dû s'en arranger et faire avec cette politique.
Diether fit construire le château de Ramstein (Kordel) (en) en 1300 et fortifier des châteaux à d'autres endroits. La même année, il accorda des privilèges urbains à la cité à Wittlich. En 1302, il fonde le monastère Notre-Dame (nl) d'Oberwesel.
La soi-disant guerre sans frais menée par le roi romain Albert en 1301 contre l'alliance des quatre électeurs rhénans, força d'abord le comte palatin Rodolphe 'Le bègue', puis les archevêques Gerhard II (de) de Mayence et Wigbold Ier de Holte (nl) de Cologne à se soumettre. En novembre 1302, Albert s'avança également vers Trèves et força Diether, qui avait été abandonné par son pays, à une paix forcée.
Le règne de Diether est marqué par des conflits avec le chapitre cathédral, le clergé et ses sujets. La ville de Trèves souffrait de difficultés financières et dans d'autres villes de l'électorat, il y avait une lutte de pouvoir entre les propriétaires de domaines. Au printemps 1303, Diether dut accorder à la ville de Trèves une liberté totale vis-à-vis des autorités municipales après une révolte des guildes.
Les habitants de Coblence se sont efforcés d'obtenir plus d'indépendance à partir de 1276, ont même établi un conseil municipal et en 1280, ont empêché la construction d'une extension de l'enceinte de la ville et du château. Diether a soumis la ville après de violents combats en 1304 et Coblence a ensuite dû abandonner son conseil municipal.
À la suite de la guerre avec le roi romain Albert, la situation financière de Diether était déjà très mauvaise, elle avait alors empiré considérablement.
Diether s'est également fait des ennemis au sein de l'église. Après que tous les biens et revenus de l'archidiocèse eurent été mis en gage, il confisqua les biens et revenus des églises paroissiales et en 1303, se fit payer des concessions par le chapitre cathédral. Lorsqu'il commença également à prendre des reliques privées, en 1306, les chapitres de la cathédrale de Saint-Siméon et de Saint-Paulin, ainsi que l'abbaye de Saint-Maximin, se plaignirent au pape Clément V. Ce dernier ordonna que Diether se défende contre les accusations, mais cependant, il ne le fit pas. Il a également maltraité le légat papal, ce qui a été suivi d'une excommunication et plus tard d'une suspension.

### Décès et inhumation
Diether mourut à Trèves le 23 novembre 1307, avant de pouvoir accorder de nouvelles réponses au pape. Il a quitté le monde terrestre dans une grande confusion et accablé de dettes. Il a été enterré dans l'église du monastère dominicain,,,,,. Cette église a été détruite en 1812.

## Ascendance
|  |                                       |  |  |  |  |  |  |  |  |  |  |  |  |
|  | 8. Valéran Ier de Nassau              |  |  |  |  |  |  |  |  |  |  |  |  |
|  |                                       |  |  |  |  |  |  |  |  |  |  |  |  |
|  |                                       |  |  |  |  |  |  |  |  |  |  |  |  |
|  | 4. Henri II de Nassau                 |  |  |  |  |  |  |  |  |  |  |  |  |
|  |                                       |  |  |  |  |  |  |  |  |  |  |  |  |
|  |                                       |  |  |  |  |  |  |  |  |  |  |  |  |
|  | 9.                                    |  |  |  |  |  |  |  |  |  |  |  |  |
|  |                                       |  |  |  |  |  |  |  |  |  |  |  |  |
|  |                                       |  |  |  |  |  |  |  |  |  |  |  |  |
|  | 2. Valéran II de Nassau               |  |  |  |  |  |  |  |  |  |  |  |  |
|  |                                       |  |  |  |  |  |  |  |  |  |  |  |  |
|  |                                       |  |  |  |  |  |  |  |  |  |  |  |  |
|  | 10. Otton Ier de Gueldre              |  |  |  |  |  |  |  |  |  |  |  |  |
|  |                                       |  |  |  |  |  |  |  |  |  |  |  |  |
|  |                                       |  |  |  |  |  |  |  |  |  |  |  |  |
|  | 5. Mathilde de Gueldre (en)           |  |  |  |  |  |  |  |  |  |  |  |  |
|  |                                       |  |  |  |  |  |  |  |  |  |  |  |  |
|  |                                       |  |  |  |  |  |  |  |  |  |  |  |  |
|  | 11. Richardis de Bavière              |  |  |  |  |  |  |  |  |  |  |  |  |
|  |                                       |  |  |  |  |  |  |  |  |  |  |  |  |
|  |                                       |  |  |  |  |  |  |  |  |  |  |  |  |
|  | 1. Diether de Nassau                  |  |  |  |  |  |  |  |  |  |  |  |  |
|  |                                       |  |  |  |  |  |  |  |  |  |  |  |  |
|  |                                       |  |  |  |  |  |  |  |  |  |  |  |  |
|  | 12. Diether III de Katzenelnbogen (d) |  |  |  |  |  |  |  |  |  |  |  |  |
|  |                                       |  |  |  |  |  |  |  |  |  |  |  |  |
|  |                                       |  |  |  |  |  |  |  |  |  |  |  |  |
|  | 6. Dieter IV of Katzenelnbogen (d)    |  |  |  |  |  |  |  |  |  |  |  |  |
|  |                                       |  |  |  |  |  |  |  |  |  |  |  |  |
|  |                                       |  |  |  |  |  |  |  |  |  |  |  |  |
|  | 13. Bertha von Lichtenberg (d)        |  |  |  |  |  |  |  |  |  |  |  |  |
|  |                                       |  |  |  |  |  |  |  |  |  |  |  |  |
|  |                                       |  |  |  |  |  |  |  |  |  |  |  |  |
|  | 3. Adelaïde de Katzenelnbogen (en)    |  |  |  |  |  |  |  |  |  |  |  |  |
|  |                                       |  |  |  |  |  |  |  |  |  |  |  |  |
|  |                                       |  |  |  |  |  |  |  |  |  |  |  |  |
|  | 14. Valéran II de Nassau              |  |  |  |  |  |  |  |  |  |  |  |  |
|  |                                       |  |  |  |  |  |  |  |  |  |  |  |  |
|  |                                       |  |  |  |  |  |  |  |  |  |  |  |  |
|  | 7.                                    |  |  |  |  |  |  |  |  |  |  |  |  |
|  |                                       |  |  |  |  |  |  |  |  |  |  |  |  |
|  |                                       |  |  |  |  |  |  |  |  |  |  |  |  |
|  | 15. Adelaïde de Katzenelnbogen (en)   |  |  |  |  |  |  |  |  |  |  |  |  |
|  |                                       |  |  |  |  |  |  |  |  |  |  |  |  |
|  |                                       |  |  |  |  |  |  |  |  |  |  |  |  |